# Diódia
Diódia (Diodia) är en ort i Grekland.   Den ligger i prefekturen Nomarchía Dytikís Attikís och regionen Attika, i den sydöstra delen av landet, 21 km väster om huvudstaden Aten. Diódia ligger 94 meter över havet och antalet invånare är 116.
Terrängen runt Diódia är platt åt sydost, men åt nordväst är den kuperad. Havet är nära Diódia söderut.  Närmaste större samhälle är Pireus, 16,5 km sydost om Diódia. Runt Diódia är det i huvudsak tätbebyggt.